# Woodwalkers (Romanreihe)
Woodwalkers ist eine Romanreihe für Kinder und Jugendliche von Katja Brandis, die seit 2016 im Arena Verlag erscheint. Sämtliche Bände gelangten in die Spiegel-Bestsellerliste Jugendbuch. Bisher (Oktober 2024) erschienen 14 Bücher in zwei Staffeln und einer Spin-off-Reihe, sowie mit Sea und Windwalkers  zwei weitere Reihen, die im selben fiktiven Universum spielt. Bis 2023 wurden über 2,4 Mio. Bücher der Reihe in Deutschland verkauft und die Reihe (ganz oder teilweise) in 22 Sprachen übersetzt. Am 24. Oktober 2024 startete mit Woodwalkers der erste Teil als Filmadaption einer geplanten Trilogie in den Kinos.

## Inhalt
Die Hauptfigur ist Carag, ein Woodwalker. Woodwalkers sind Menschen, die sich in ein Tier verwandeln, bzw. Tiere, die sich in Menschen verwandeln können und mit einiger Übung beliebig zwischen ihren Gestalten wechseln können. Eines der höchsten Gebote der Woodwalkers ist die Geheimhaltung ihrer Kräfte vor den „normalen“ Menschen. Carag ist ein Puma- (oder auch Berglöwen-) Wandler. Er wächst mit seinen Eltern und seiner großen  Schwester Mia als Puma in den nordamerikanischen Rocky Mountains des US-Bundesstaates Wyoming auf. Mit etwa 11 Jahren entschließt er sich, seine Familie zu verlassen, um bei den Menschen zu leben. Er begibt sich zu diesem Zweck in die Ortschaft Jackson. Dort wird er, wie er selbst es geplant hatte, von den Behörden aufgegriffen und kommt in eine Pflegefamilie. Diese nennt ihn Jay, da er angegeben hat, sich an nichts mehr zu erinnern. Nach einiger Zeit werden seine Fähigkeiten von der Schulleiterin der Clearwater High, Lissa Clearwater, entdeckt und er kann nach einiger Diskussion mit seiner Pflegefamilie das von ihr geleitete Internat besuchen, das speziell und ausschließlich für Woodwalkers ausgelegt ist.
Mit seinen Mitschülern, insbesondere Holly und Brandon, besteht er viele Abenteuer, die die Haupthandlungen der Bücher darstellen und aufeinander zu einem großen Finale aufbauen.

## Weitere Personen
Seine Pflegefamilie, die Ralstons, besteht aus seiner Mutter Anna Ralston, seinem Vater Donald Ralston, seinem Bruder Marlon Ralston und seiner Schwester Melody Ralston. Diese sind keine Woodwalkers und wissen auch nichts von Carags Fähigkeiten. Melody erfährt später, dass Carag ein Wandler ist, nachdem er sie von Andrew Milling gerettet hat und sie ihn bei der Rettungsaktion als Puma wiedererkannt hatte. Seine Familie erfährt es erst nach Marlons Rettung durch Carag und seine Freunde.
In der Schule teilt sich Carag ein Zimmer mit Brandon Herschel, einem Bison-Wandler. Zu seinen Freunden gehören außerdem Holly Lewis (Rothörnchen), Frankie (Otter), Lou Ellwood (Wapiti), Henry Wilkins (Frosch), Dorian Freeport (Kater), Nell Greenbaum (Maus), Shadow und Wing Feather (Rabenzwillinge), Tikaani Blue Cloud (Polarwolf) sowie der Lehrer James Bridger (Kojote). Es gibt auch noch Cookie (Opossum), Viola (Ziege), Berta Mc Nally (Grizzly), Trudy Banning (Waldohreule), das Wolfsrudel, zu welchem Jeffrey Quickpaw Baker, Tikaani Blue Cloud, Cliff Yates (eigentlich Clifford), Bo und Miro gehören, Juanita (Spinne) und noch viele mehr.
Die Schule wird von Lissa Clearwater (Weißkopfseeadler) geleitet. Zu den weiteren Lehrern gehören unter anderem Lous Vater Isidore Ellwood (Wapiti), Sarah Calloway (Klapperschlange), Miss Parker (Mops), sowie Bill Brighteye (Wolf) und Julian Goodfellow (Triple-Wandler): Grizzly. Julian Goodfellow wird durch Carags Vater (Xamber Goldeneye) als Lehrer für Tiersprachen ersetzt.

## Personen im Detail
Carag (Goldeneye) (alias Jay Ralston, Mystery Boy)
Die Hauptperson der Reihe ist in zweiter Gestalt ein nordamerikanischer Puma. Carag hat helle Haut, relativ dicke kurze sandfarbene Haare und grüngoldene Augen. Um den Hals trägt er einen silbern glänzenden Anhänger mit Pfotenabdruck an einer Lederschnur, diese Kette hat er von Tikaani, seiner Freundin, geschenkt bekommen. Er hat eine Kerbe im rechten Ohr, sowie zahlreiche weitere Narben und ist 1,78 m groß. Carag trägt gern locker-lässige Kleidung wie Jeans, T-Shirts und Kapuzenpullover. Im Alter von elf Jahren beschließt er, zu den Menschen zu gehen und bei ihnen zu leben. Seine Eltern und seine Schwester Mia, mit denen er als Puma in den Rocky Mountains, Yellowstone gelebt hat, sind nicht sehr begeistert. Zwei Jahre später kommt er an die Clearwater High und freundet sich sehr schnell mit Holly und Brandon an. Mit diesen beiden an seiner Seite führt er den Kampf gegen Andrew Milling, seinen ehemaligen Mentor.
Holly Lewis (alias Sunday)
Holly Lewis ist Carags beste Freundin. Sie ist ein wildes Mädchen mit rotbraunen Locken. Sie hat braune Augen, ist 1,63 m groß und ziemlich dünn. Sie hat zierliche Hände und dünne aber kräftige Arme. Sie trägt gerne Pullover, vor allem in grün und orange. Ihre zweite Gestalt ist ein Rothörnchen. Als Holly sechs Jahre alt war, ist ihr Vater gestorben. Als Waise musste sie ins Heim. Dort ist sie immer wieder ausgebrochen und schließlich an die Clearwater High gekommen. Später wird sie von dem Ehepaar Silvers adoptiert. An der Clearwater High hat sie sich mit Carag und Brandon und vielen anderen angefreundet und sie haben viele Abenteuer bestanden. Sie ist mit Noah (einem Delfin-Wandler) zusammen. Sie bezeichnet Carag öfter als „Mistmieze“ oder „treuloser Pelzhaufen“.
Brandon Herschel Jr.
Brandon ist in zweiter Gestalt ein Amerikanischer Bison. Er ist muskulös, 1,79 m groß und hat helle Haut. Er hat breite Schultern und dunkelbraune Augen. Seine kurzen braunen lockigen Haare erinnern an Bisonfell. Er trägt oft schwarze T-Shirts und Khakihosen. Er wohnt mit Carag in einem Zimmer in der Clearwater High und ist auch Carags bester Freund. Im Schlaf verwandelt er sich oft versehentlich und zerstört dabei sein Bett auf Grund der großen Masse als Bison. Sein Lieblingssnack sind Maiskörner. Er ist schüchtern, sein Lieblingsfach ist Mathe.
Tikaani Blue Cloud
Tikaani ist die beste Freundin von Carag. Sie ist eine Inuit, hat schulterlange schwarze Haare und ein eckiges Gesicht mit schmalen schwarzen Mandelaugen. Sie wird außerdem als schlankes, kräftiges Mädchen beschrieben. Um den Hals trägt sie ein geschnitztes Amulett mit einem Wolfskopf. Sie trägt gerne sportliche Kleidung. Als Polarwölfin hat sie ein weißes Fell und mitternachtsblaue Augen. Zunächst ist sie in Jeffreys Rudel eine Beta-Wölfin, löst sich aber schließlich von dem Rudel und freundet sich mit Carag, Holly und Brandon an. Tikaani ist in einem Inuit Stamm in Kanada aufgewachsen. Dort waren fast alle aus ihrem Stamm Wandler, weshalb sie schnell ihre zweite Gestalt kennen- und zu kontrollieren gelernt hatte. Sie ist von ihrem Stamm als Abgesandte auf die Clearwater High geschickt worden.
Jeffrey Quickpaw Baker
Jeffrey ist ein aktuell 14-jähriger Junge. Er hat helle Haut und üblicherweise mit Gel gestylte wellige dunkelbraune Haare sowie gelbe Augen und ein kantiges Gesicht. Er ist 1,72 m groß und schmal gebaut. Meistens trägt er angesagte Klamotten. In seiner Zweitgestallt als Timberwolf hat er dunkelgraues Fell und ist kräftig gebaut. Des Weiteren ist er an der Clearwater High Anführer des Schüler-Wolfsrudel. Er teilt sich ein Zimmer mit seinem Beta Cliff. Da sich seine Eltern wegen des Todes seiner Schwester Charlotte schuldig fühlen, wird er sehr verwöhnt und nutzt dies auch aus. Außerdem hat er eine Rot-Grün-Schwäche. Im sechsten Band hören er und Carag auf Feinde zu sein.
Lupine Ellwood (alias Lou)
Lou Ellwood ist in zweiter Gestalt ein Wapiti. Sie hat helle Haut, große braune Augen und lange dunkelbraune Haare, die ihr bis halb über den Rücken reichen. Sie ist 1,68 m groß sowie schmal gebaut und hat lange Beine. Des Weiteren hat sie schmale geschickte Hände. Sie trägt am liebsten lockere Klamotten, oft eine Tunika mit Gürtel und Leggins, oder auch Wollpullover. Lou wuchs mit ihren fünf Geschwistern in einer großen Familie aus Wapiti-Wandlern auf, die alle sowohl in erster als auch in zweiter Gestalt leben. In dieser eher chaotischen Familie ist sie jedoch die Einzige, die Ruhe ausstrahlt, sodass sie oft einsam wirkt.
 Dorian
Dorian ist in seiner zweiten Gestalt ein Kater (Russisch Blau). Er hat als Kater blaugraues fell und gelbgrüne Augen. Er ist 15 Jahre alt, groß und schlank. Als Mensch hat er dunkelbraune Haare und gelb-grüne Augen. Er trägt eine große, altmodische Uhr am Handgelenk. Insgesamt ist er ein sehr gelassener Typ. Er liest gern Zeitung und trinkt Kaffee. Außerdem liegt er gern vor der Heizung und schreibt seine Lebensgeschichte auf, verfasst also eine Autobiografie. Die meisten Schüler der Clearwater High bezeichnen ihn als faul. (Seit September 2022 ist seine Autobiografie unter dem Titel „Wilder Kater, weite Welt“ in der Reihe „Woodwalkers & Friends“ von Katja Brandis veröffentlicht.)
Andrew Milling
Andrew Milling, der Hauptantagonist, ist ein selbstbewusster, mächtiger und reicher Mann. Er will alle Woodwalkers gegen die Menschen aufbringen und ist dabei sehr besitzergreifend. Er ist ein Puma-/Berglöwen-Wandler. In seiner Menschen-Gestalt ist Milling ein sportlich-muskulöser, braun gebrannter Mann mit Gold-blonden Haaren und gelben Augen, welche er jedoch durch dunkle Kontaktlinsen verbirgt. Meistens trägt er Jeans, ein weißes Hemd und teuer wirkende Cowboystiefel. In seiner zweiten Gestalt als Puma ist er riesig und hat zimtfarbenes Fell. Aufgrund der Ermordung seiner Frau und Tochter durch einen Jäger hat er einen Hass auf die Menschen entwickelt. Sein Ziel ist es über die Bände hinweg, dass sich die Woodwalkers gegen die Menschen stellen und diese beherrschen.
Lissa Clearwater
Lissa Clearwater ist in zweiter Gestalt ein Weißkopf-Seeadler. Als Mensch ist sie groß gewachsen, hat ein strenges Gesicht, weiße Haare und braune Augen. Sie leitet das Wandler-Internat Clearwater High. Trotz ihrer Strenge als Lehrerin ist sie sehr um das Wohl ihrer Schüler bemüht. Sie ist eine sehr begabte Woodwalkerin, was man daran sehen kann, dass sie im Rat der nordamerikanischen Woodwalkers Mitglied war und des Weiteren die Fähigkeit besitzt anderen Wandlern ihre Verwandlungsfähigkeit zu nehmen. Zunächst ist sie mit Andrew Milling gut befreundet, dies ändert sich allerdings, als sie seine Absichten erkennt. Ihr Sohn Jack Clearwater leitet die Blue Reef Highschool für Meerestier-Wandler (Seawalkers) in Florida.
James Bridger
James Bridger unterrichtet in der Clearwater-High das Wandlerfach „Verhalten in besonderen Fällen“ sowie die Fächer Mathe und Physik. Er hat einen Sohn namens Joe, beide sind sie in zweiter Gestalt Kojote. Durch seine zweite Gestalt fällt ihm das Rasieren schwer. Er ist in einer Beziehung mit Lissa Clearwater. Für Carag ist er ein guter Freund und ein Vorbild. Er begleitet diesen oft auf seinen Abenteuern. Grundsätzlich sind seine Schüler ihm sehr wichtig, so setzt er sich beispielsweise für Holly ein, als diese Probleme wegen ihres Vormundes hat. James ist ein sehr fähiger Woodwalker und hat die Fähigkeit anderen Wandlern ihre Verwandlungsfähigkeit zu nehmen.
Rebecca Youngblood
Rebecca Youngblood ist in zweiter Gestalt eine Löwin. In menschlicher Gestalt legt sie viel Wert auf ihr Äußeres. Ihren ersten Auftritt hat sie in Feindliche Spuren. Durch ihren Plan, mithilfe einer Fernsehsendung die Menschheit über die Woodwalkers zu informieren, kommt sie erstmals mit Carag in Verbindung. Später schließt sie sich Andrew Milling an. Für die Umsetzung des Tag der Rache spielt sie eine große Rolle. Sie wird zu einer nahezu fanatischen Anhängerin Millings. In der zweiten Staffel wird sie zur Hauptantagonistin.

## Bücher aus der Welt der Gestaltwandler

### Staffel 1: Woodwalkers
- Band 1: Carags Verwandlung (2016)
- Band 2: Gefährliche Freundschaft (2017)
- Band 3: Hollys Geheimnis (2017)
- Band 4: Fremde Wildnis (2018)
- Band 5: Feindliche Spuren (2018)
- Band 6: Tag der Rache (2019)

### Staffel 2: Woodwalkers – Die Rückkehr
- Band 1: Das Vermächtnis der Wandler (2022)
- Band 2: Herr der Gestalten (2023)
- Band 3: Das Grollen der Löwin (2023)
- Band 4: Der Club der Fabeltiere (2024)
- Band 5: Rivalen im Revier (2024)
- Band 6: Zeit der Entscheidung (2025)

### Woodwalkers and Friends
- Band 1: Katzige Gefährten (2020)
- Band 2: 12 Geheimnisse (2021)
- Band 3: Wilder Kater, weite Welt (2022)

### Seawalkers
- Band 1: Gefährliche Gestalten (2019)
- Band 2: Rettung für Shari (2020)
- Band 3: Wilde Wellen (2020)
- Band 4: Ein Riese des Meeres (2021)
- Band 5: Filmstars unter Wasser (2021)
- Band 6: Im Visier der Python (2022)

### Seawalkers and Friends
- Band 1: 13 Wellen (2024)

- Windwalkers. Band 1: Verborgene Flügel (2025)[5]

### Andere Geschichten über Wandler von Katja Brandis: Jaguargöttin und Panthergott
- Band 1: Die Jaguargöttin (2022)
- Band 2: Der Panthergott (2023)

### Weitere Geschichten aus ihrer Feder
- Ruf der Tiefe
- Gepardensommer
- Wüstenläufer (Lesung der Autorin auf Youtube)

## Hörspiele
- Band 1, Carags Verwandlung[6] (Leonine Audio 2022)
- Band 2, Gefährliche Freundschaft[7] (Leonine Audio 2023)
- Band 3, Hollys Geheimnis[8] (Leonine Audio 2023)
- Band 4, Fremde Wildnis  (Leonine Audio 2023)
- Band 5, Feindliche Spuren  (Leonine Audio 2023)
- Band 6, Tag der Rache (Leonine Audio 2024)
- Woodwalkers –  Die Rückkehr 1: Das Vermächtnis der Wandler (Leonine Audio 2024)
- Woodwalkers – Die Rückkehr 2: Der Herr der Gestalten (Leonine Audio 2024)
- Woodwalkers – Die Rückkehr 3: Das Grollen der Löwin (Leonine Audio 2024)

## Filme
In Deutschland und Österreich kam der erste Film am 24. Oktober 2024 in die Kinos. Ein zweiter Film soll 2025 und ein dritter Teil 2026 veröffentlicht werden.

## Ausgaben
- Woodwalkers: Carags Verwandlung 2016, ISBN 978-3-401-60196-0.
- Woodwalkers: Gefährliche Freundschaft 2017, ISBN 978-3-401-60197-7.
- Woodwalkers: Hollys Geheimnis 2017, ISBN 978-3-401-60198-4.
- Woodwalkers: Fremde Wildnis 2018, ISBN 978-3-401-60199-1.
- Woodwalkers: Feindliche Spuren 2018, ISBN 978-3-401-60380-3.
- Woodwalkers: Tag der Rache 2019, ISBN 978-3-401-60397-1.
- Woodwalkers & Friends: Katzige Gefährten 2020, ISBN 978-3-401-60545-6. (Spielt chronologisch nach Tag der Rache)
- Woodwalkers & Friends: Zwölf Geheimnisse 2021, ISBN 978-3-401-60604-0. (Sammlung von zwölf Kurzgeschichten und einer Bonusgeschichte)
- Woodwalkers – Die Rückkehr: Das Vermächtnis der Wandler 2022, ISBN 978-3-401-60640-8 (Zweite Staffel, erster Band)
- Woodwalkers & Friends: Wilder Kater, weite Welt 2022, ISBN 978-3-401-60687-3 (Dorians Autobiografie)
- Wüstenläufer. 2022 erschienen in Hörbuchversion auf YouTube.[9]
- Woodwalkers – Die Rückkehr: Herr der Gestalten 2023, ISBN 978-3-401-60641-5 (Zweite Staffel, zweiter Band)
- Woodwalkers – Die Rückkehr: Das Grollen der Löwin 2023, ISBN 978-3-401-60642-2 (Zweite Staffel, dritter Band)
- Woodwalkers – Die Rückkehr: Der Club der Fabeltiere 2024, ISBN 978-3-401-60658-3 (Zweite Staffel, vierter Band)
- Woodwalkers – Die Rückkehr: Rivalen im Revier (Zweite Staffel, fünfter Band)
- Woodwalkers – Die Rückkehr: Zeit der Entscheidung (Zweite Staffel, sechster Band)

## Rezeption
Die Süddeutsche Zeitung schrieb in ihrem Feuilleton: „Woodwalkers ist ideales, sehr gut geschriebenes Lesefutter für alle männlichen Lesemuffel und natürlich auch für Mädchen – witzig, spannend und mit einer klaren, nicht zu komplexen Handlung.“